# Slimane Hoffman
Pour les articles homonymes, voir Hoffman.
Sliman Hoffmann, né en 1927 mort en 1992 à Nice, est un moudjahid durant la Révolution Algérienne, puis 6e wali d'Alger après l'indépendance.

## Biographie
Slimane Hoffman est le fils d'un membre de la Légion étrangère et d'une mère algérienne.
Le lieutenant Slimane Hoffman fait partie des « DAF » officiers algériens déserteurs de l'armée française, notamment le capitaine Zerguini, le lieutenant Chabou, le lieutenant Slimane Hoffman – qui quittent leurs régiments stationnés en Allemagne pour rallier le FLN et qui apportent à l'ALN leur expérience de professionnels sortis des écoles militaires françaises.
Slimane Hoffman, ancien DAF, a été désigné pour former les futurs cadres de l'armée algérienne, l'organisation des unités de transit et de ravitaillement de l'armement. 
Membre du Bureau politique de l'État-major général (EMG) (1960-1962), il a occupé plusieurs postes au sein du gouvernement algérien.
À la fin de guerre il a le grade de commandant, il devient alors directeur de cabinet du ministre de la défense Houari Boumediene jusqu'en 1965. Tout en restant au ministère de la défense il sera ensuite conseiller auprès du conseil de révolution, chargé des relations avec les mouvements de libérations nationales mais aussi représentant de l’État au sein d'Air Algérie et la SNCFA à partir de 1967.
Promu Colonel en 1970, il est nommé Wali d'Alger de 1970 à 1975 puis deviendra conseiller à la présidence 1975 à 1979.
À la mort de Boumediene il devient membre du comité central du FLN, chargé de la commission des relations internationales jusqu'en 1987.

## Itinéraire
|     | Wilaya                    | Début        | Fin             |
| 1er | Wali de la wilaya d'Alger | 18 août 1970 | 17 janvier 1975 |